# Philautus dubius
Philautus dubius là một loài ếch trong họ Rhacophoridae. Chúng là loài đặc hữu của Ấn Độ.